# 陈志宏 (外交官)
陈志宏（？年—），中华人民共和国外交官，曾任中华人民共和国驻圣但尼总领事和中华人民共和国驻马里共和国特命全权大使。

## 生平
陈志宏曾任驻比利时大使馆领事部主任。2013年，任驻刚果民主共和国大使馆政务参赞。2015年，任驻毛里求斯大使馆政务参赞。2017年9月，出任中华人民共和国驻圣但尼总领事。2020年9月，自驻圣但尼总领事离任，回国任外交部非洲司参赞。2021年10月，出任中华人民共和国驻马里大使。2025年6月，自驻马里大使离任。